# Atlético Piauiense
Der Clube Atlético Piauiense ist ein brasilianischer Sportverein aus Teresina im Bundesstaat Piauí, der die Mannschaftssportarten Fußball und Futsal für Männer und Frauen betreibt. Sein Maskottchen ist ein Capybara.

## Geschichte
Nach seiner Gründung 2019 stieg der Verein 2024 in den professionellen Spielbetrieb ein. Seine Männermannschaft konnte als Vizemeister der zweiten Liga auf Anhieb den Aufstieg in die erste Liga des Staates für die Saison 2025 erreichen. Das Training der neu aufgestellten Frauenmannschaft übernahm im Oktober 2024 die ehemalige Nationalspielerin Renata „Kóki“ Costa, die das Team nach einem Finalsieg gegen die SE Tiradentes sofort zum Gewinn der Staatsmeisterschaft und damit zur Qualifikation für die dritte brasilianische Liga (Série A3) und des brasilianischen Pokals 2025 führte. Auch beim ersten Auftreten im nationalen Wettbewerb gelang dem Team der Titelgewinn in der dritten Liga nach einem Finalsieg gegen den Vila Nova FC, doch schon mit dem Einzug ins Halbfinale hatte es den Aufstieg in die zweitklassige Série A2 zur Saison 2026 sichern können.
Die Futsal-Männermannschaft gewann nach einem Finalsieg gegen den Parnahyba SC ebenfalls den Staatsmeistertitel und qualifizierte sich für die brasilianische Meisterschaft und den Pokal 2025.

## Erfolge

### Fußball (Frauen)
| Meisterschaft der Série A3    | (1×): | 2025 |
| Staatsmeisterschaft von Piauí | (1×): | 2024 |

### Futsal (Männer)
| Staatsmeisterschaft von Piauí | (1×): | 2024 |